# Кактурский, Лев Владимирович
Лев Владимирович Кактурский (род. 24 января 1943 года) — советский и российский патологоанатом, член-корреспондент РАМН (2005), член-корреспондент РАН (2014).

## Биография
Родился 24 января 1943 года в деревне Верхняя Троица Кашинского района Тверской области. Вдовец. Дети: Дочь.
В 1967 году окончил лечебный факультет Первого Московского медицинского института имени И. М. Сеченова.
С 1968 года по настоящее время работает в НИИ морфологии человека, где прошел путь от ординатора до директора института (2000—2015), также руководил Центральной патологоанатомической лабораторией, в настоящее время — научный руководитель.
В 1973 году защитил кандидатскую диссертацию на тему «Патология сосудов при системной красной волчанке», в 1987 году —докторскую диссертацию на тему «Патоморфология миокарда при ишемической болезни сердца и морфологическая оценка экспериментальной фармакотерапии инфаркта миокарда антиоксидантами и препаратом энкад».
В 1992 году присвоено учёное звание профессора.
В 2005 году избран членом-корреспондентом РАМН.
В 2014 году стал членом-корреспондентом РАН (в рамках присоединения РАМН и РАСХН к РАН).
Руководитель патологоанатомического отделения Центральной клинической больницы Московского Патриархата.

## Научная деятельность
Специалист в области патологической анатомии.
Разработал новые направления исследований внезапной сердечной смерти, острого коронарного синдрома, кардиомиопатий, васкулитов, микроэлементозов, ревматических заболеваний.
Установил, что механизм танатогенеза при внезапной коронарной смерти связан с феноменом реперфузии ишемизированного миокарда, провоцирующей фатальную фибрилляцию желудочков; выявил положительный эффект на репарацию сердечной мышцы при инфаркте миокарда антиоксидантов — α-токоферола и селенита натрия; описал морфологические проявления микроангиопатии при системной красной волчанке, псориазе.
Автор более 250 научных работ, в том числе 3 монографий, учебного пособия для врачей «Формулировка и сопоставление клинического и патологоанатомического диагнозов», титульный редактор и соавтор Национального руководства по патологической анатомии, автор глав в ряде других руководств.

## Награды
- Медаль ордена «За заслуги перед Отечеством» II степени (23 октября 2023 года) — за большой вклад в развитие науки и многолетнюю добросовестную работу[2]
- Медаль «В память 850-летия Москвы»
- Орден Сергия Радонежского III степени Русской Православной Церкви
- Диплом премии АМН СССР имени И. В. Давыдовского — за результаты научных работ, вошедшие в руководство «Общая патология человека» (под редакцией А. И. Струкова, В. В. Серова, Д. С. Саркисова)
- Диплом ММА имени И. М. Сеченова — за результаты научных работы, вошедшие в руководство «Микроскопическая техника» (под редакцией Д. С. Саркисова, Ю. Л. Перова)
- Диплом премии РАМН имени А. И. Струкова — за монографию «Внезапная сердечная смерть»
- Знак «Отличник здравоохранения»
- Медаль Рудольфа Вирхова Европейской Академии Естественных наук
- Медаль имени А. Д. Сперанского